# Edgar Lungu
Edgar Chagwa Lungu (Ndola, 11 november 1956 – Pretoria, 5 juni 2025) was een Zambiaanse politicus. Van januari 2015 tot augustus 2021 was hij president van Zambia.

## Biografie
Lungu werd in 1956 geboren in Ndola, een stad in het toenmalige Britse protectoraat Noord-Rhodesië. Na de middelbare school trok hij naar de hoofdstad Lusaka om rechten te gaan studeren aan de Universiteit van Zambia. Hij studeerde daar in 1981 af met een Bachelor of Laws (LL.B.). Aansluitend was hij werkzaam bij een advocatenkantoor en werd hij in Kabwe opgeleid in militaire dienst.
Lungu is getrouwd en kreeg zes kinderen. Hij is een aanhanger van het baptisme.

### Politieke loopbaan
Lungu werd politiek actief als lid van de United Party for National Development (UPND), een oppositiepartij die destijds onder leiding stond van Anderson Mazoka. Later stapte hij over naar het sociaaldemocratische Patriotic Front (PF) van Michael Sata. Nadat het PF in 2011 de Zambiaanse verkiezingen won, waarbij Sata werd verkozen tot president, kreeg Lungu een rol als onderminister van vicepresident Guy Scott. Later bekleedde hij verschillende ministerschappen; zo was hij minister van Binnenlandse Zaken (2012-2013), minister van Defensie (2013-2015) en minister van Justitie (2014-2015). Vanwege de langdurige ziekte van president Sata fungeerde Lungu in de periode 2013-2014 ook enkele malen als waarnemend president.
Na het overlijden van Sata op 28 oktober 2014 nam vicepresident Scott tijdelijk het presidentschap waar. Hij ontsloeg Lungu enkele dagen later, maar draaide dit besluit na hevige protesten de volgende dag terug. In januari 2015 werden tussentijdse verkiezingen georganiseerd om te bepalen wie de termijn van Sata, die nog tot 2016 doorliep, mocht voltooien. Scott kwam hier wegens zijn Schotse afkomst niet voor in aanmerking en Lungu werd beschouwd als de grote favoriet. Op een bijeenkomst van de PF werd hij daadwerkelijk benoemd tot partijleider en presidentskandidaat. Een deel van de partij, waaronder Scott, betwistte de aanstelling echter omdat de procedure niet correct gevolgd zou zijn. Tijdens een alternatieve vergadering werd vervolgens Miles Sampa, een neef van de overleden president Sata, naar voren geschoven. De legitimiteit van diens verkiezing werd daarop door het kamp-Lungu met succes aangevochten bij het hooggerechtshof.
Lungu nam het tijdens de verkiezingen op tegen Hakainde Hichilema (UPND) en wist hem nipt te verslaan. Het verschil tussen de twee kandidaten bedroeg slechts 27.000 stemmen.

#### Presidentschap
Lungu trad aan als president op 25 januari 2015. De inauguratie vond plaats in het National Heroes Stadium in Lusaka. Tot vicepresident benoemde hij Inonge Wina, de eerste vrouw met een dergelijke functie in de geschiedenis van Zambia.
In maart 2015 viel Lungu flauw tijdens het geven van een toespraak in het kader van de Internationale Vrouwendag. Hij werd nadien aan zijn slokdarm geopereerd in een ziekenhuis in de Zuid-Afrikaanse hoofdstad Pretoria. In juli van dat jaar baarde Lungu opzien door het lot van 332 terdoodveroordeelden om te zetten in een levenslange gevangenisstraf. Tegelijk veroordeelde hij de massale overbevolking in de Mukobeko-gevangenis, die volgens hem een belediging was voor de menselijke waardigheid.
In augustus 2016 werden in Zambia de reguliere presidentsverkiezingen gehouden. Lungu stelde zich verkiesbaar voor een volledige eigen termijn en kreeg hierbij opnieuw concurrentie van Hichilema. Het verschil tussen beide kandidaten liep, ten opzichte van de vorige verkiezingen, op tot ruim 100.000 stemmen in het voordeel van Lungu. De president ontving in totaal 50.32% van de stemmen, nipt genoeg om een tweede ronde te voorkomen. Hichilema vocht de resultaten aan bij het hooggerechtshof, maar tevergeefs.
Onder Lungu's bewind halveerde de groei van de Zambiaanse economie. De daling van de koperprijs was hierin een belangrijke factor, gezien Zambia's afhankelijkheid van de mijnindustrie. Tegelijkertijd had de landbouw het zwaar te verduren door de ergste droogte sinds de jaren tachtig, die bovendien hongersnood heeft veroorzaakt. Corruptie, een stijgende inflatie en een groeiende staatsschuld leidden binnen de PF tot verdeeldheid en verzwakten de positie van Lungu.
In december 2019 verklaarde Lungu de Amerikaanse ambassadeur Daniel Lewis Foote tot persona non grata, nadat deze het had opgenomen voor een homoseksueel koppel dat wegens seksuele handelingen tot 15 jaar gevangenisstraf was veroordeeld. De strafbare status van homoseksualiteit in Zambia wordt door Lungu verdedigd.
Lungu werd bij de presidentsverkiezingen van 2021 niet herkozen. Met ongeveer 38% van de stemmen verloor hij deze keer ruim van zijn oude tegenstander Hakainde Hichilema (59%). Op 24 augustus 2021 eindigde zijn presidentschap.
Lungu overleed op 5 juni 2025 op 68-jarige leeftijd.